# Ganaoni
Ganaoni  è una città e sottoprefettura della Costa d'Avorio appartenente al dipartimento di Boundiali. Conta una popolazione di 18 842 abitanti (censimento 2014).